# Conjunt de la Gallina: Inferior i Major
El conjunt dels estanys de la Gallina forma un excel·lent exemple d'estanys en rosari situats a una altitud entre 2266 i 2487 m. La conca està orientada de sud-oest a nord-est amb el Mont-roig (2847 m) i el Pic de Ventolau (2843 m) al sud coronant la seva conca. El conjunt d'estanys està format per cinc estanys i diversos estanyets i basses. L' estany Major de la Gallina amb 11.7 ha de superfície és el més gran del circ, i juntament amb l'Inferior o de Baix de la Gallina de 4.6 ha i 19 m de fondària, són els dos més representatius del conjunt.
Els estanys estan tots per sobre el límit del bosc. La vegetació de la conca està constituïda principalment per gespets o prats de gesp (Festuca eskia) amb alguns prats de Carex curvula a les parts més altes de la conca. Pel que fa a la vegetació de plantes aquàtiques, cap d'aquests estanys en presenta, tot i que per exemple l'Inferior es troba a una altitud comparable a la de l'estany Mariola i no hi ha massa diferències en la composició química de l'aigua. Són també estanys ultra-oligotròfics, amb una concentració molt baixa de nutrients.
Pel que fa a la fauna d'amfibis, destaca la presència del tritó pirinenc (Calotriton asper) i la granota roja (Rana temporaria). Com a l'estany de Mariola, en cap dels estanys de la Gallina s'hi ha arribat a introduir mai peixos, i són per tant estanys d'elevat valor des del punt de vista de la conservació del patrimoni natural.
L'estat ecològic dels estanys és Molt Bo segons la classificació de la Directiva Marc de l'Aigua. L'estat de conservació del conjunt d'estanys és excel·lent, a més a més han quedat inclosos dins del nou Parc Natural de l'Alt Pirineu, que hauria de garantir que segueixin en aquest estat. Al costat de l'estany Inferior de la Gallina hi ha el refugi lliure Enric Pujol, que per les seves dimensions reduïdes i poca freqüentació no suposa cap risc per l'estany.